# Страсбур (футбольный клуб)
«Страсбу́р» (полное название — «Беговой клуб Страсбур Эльзас»; фр. Racing Club de Strasbourg Alsace; эльз. Füeßbàllmànnschàft Vu Stroßburri) — французский профессиональный футбольный клуб из одноимённого города в Эльзасе. Домашние матчи проводит на стадионе «Стад де ла Мено» вместимостью более 26 тысяч зрителей.
Выступает в Лиге 1, высшем дивизионе в системе футбольных лиг Франции.

## История
Клуб был основан в 1906 году как ФК «Нойдорф», названный в честь страсбургского пригорода Нойдорф. Домашним полем клуба стал участок земли, арендованный на 300 марок в год в саду Хаммерле в сельской местности Мено. Первые деревянные трибуны, рассчитанные на 30 000 зрителей, были построены только в 1921 году, тогда же стадион получил своё нынешнее название — «Стад де ла Мено».
После Первой мировой войны земля Эльзас-Лотарингия вошла в состав Франции, а клуб был переименован сначала в «Расинг Страсбур-Нойдорф» (слово «Расинг» было популярным англицизмом во Франции, и выбрано специально для сходства с самым престижным французским клубом того времени парижским «Расингом», как символ слияния с Францией), а через два года за клубом закрепилось его современное название. Клуб присоединился к французским соревнованиям и выиграл чемпионат Эльзаса в 1923, 1924 и 1927 годах. «Страсбур» также принял участие в Кубке Франции, единственном национальном соревновании в то время. В 1926 году команда достигла 1/8 финала Кубка, где проиграла «Стад Франсе». Когда во Франции появился профессиональный футбол в 1932 году, «Страсбур» начал свой путь с Лиги 2, из которой без труда вырвался в Лигу 1 спустя два года. В 30-е годы клуб занимал вторые и третьи места в сезонах 1935 и 1936 годов, соответственно. В 1937 году команда дошла до финала Кубка Франции, уступив в нём со счётом 2:1 «Сошо». Эта успешная команда 30-х включала в себя таких известных футболистов, как Фриц Келлер и Оскар Эссерер, а лучшим бомбардиром клуба был немецкий нападающий Оскар Рор, сохраняющий статус лучшего бомбардира в истории «Страсбура» и по сей день.
С началом Второй мировой войны эльзасцы были эвакуированы на юго-запад Франции, в Дордонь, и участия в национальных соревнованиях не принимали. После капитуляции Франции Эльзас был занят Третьим Рейхом, а в качестве замены клубу был создан «Разеншпорт-Клуб Страссбург», который с 1940 года, как и другие эльзасские команды, играл два года в ГауЛиге Эльзас — высшем любительском дивизионе Германии.
В сезоне 1946/47 клуб снова стал призёром чемпионата Франции. В том же сезоне «Страсбург» вышел в финал Кубка Франции, но снова упустил очередной трофей. В пятидесятых команда трижды вылетала из высшего дивизиона и трижды возвращалась обратно. Единственным трофеем в эти годы стал Кубок Франции 1950/51, когда «Страсбург» обыграл «Валенсьен». В 60-е годы команда добилась неплохих высот, став исключительно кубковым борцом, который в лиге выше пятого места дважды в это десятилетие не поднимался. Клуб выиграл самый первый Кубок лиги, который начал разыгрываться в сезоне 1963/64. В финале «Страсбург» обыграл «Руан» 2:0. Через сезон, в 1966 году, клуб обыграл в финале Кубка непобедимый «Нант», который проводил лучший свой сезон.
В сезоне 1970/71 клуб выбыл с 18 места в Лигу 2, при том, что до этого команда провела сильный сезон, заняв пятое место. В Лиге 2 команда не задержалась надолго и с ходу вернулась обратно. Три сезона клуб провёл в Лиге 1 и на четвёртый вернулась в Лигу 2 в 1976. После очередного возвращения команду возглавил Жильберт Гресс, с которым «Страсбург» стал призёром чемпионата. А в сезоне 1978/79 клуб первый и единственный раз в своей истории стал чемпионом Франции. Он обогнал своих конкурентов всего лишь на 2 очка, но даже этого стало достаточно для победы в чемпионате. В следующем сезоне клуб стал пятым, а тренер потерял работу. После ухода Гресса клуб стал потихоньку скатываться вниз. В 1986 году клуб вылетел из Лиги 1, быстро вернулся, но вскоре снова вылетел.
В очередной раз клуб вернулся в высший дивизион в 1992 году. В начале девяностых в команде играл Александр Мостовой, отыгравший два сезона и потом перешедший в «Сельту». Он провёл 61 матч и забил 15 мячей, а клуб за это время вышел в финал Кубка Франции, но уступил. Зато был завоёван Кубок Интертото в сезоне 1995/96, а в следующем году «Страсбург» второй раз выиграл Кубок лиги, одолев «Бордо» по пенальти (7:6) после нулей в основное время. Клуб держался в середняках чемпионата, пока в сезоне 2000/01 не выбыл из Лиги 1 с 18 места. На прощание клуб прихватил с собой Кубок Франции, обыграв в финале «Амьен» по пенальти 5:4.
В сезоне 2006/07 выступал в Лиге 2, а заняв 3-е место, вернулся в Лигу 1. Затем у клуба наступил спад, в связи со сменой руководства, и «Страсбур» опустился в Лигу 3. В июле 2011 года Национальная дирекция по контролю за управлением клубов перевела клуб во Второй любительский чемпионат Франции — пятый по силе дивизион. Причиной тому стали финансовые проблемы. В сезоне 2015/16 команда выиграла третий дивизион − Национальную Лигу, и вернулась в Лигу 2, а в следующем сезоне победила и во втором дивизионе, вновь вернувшись в сильнейшую лигу страны. Сезон 2018/19 стал достаточно успешным для клуба − победив в финале «Генгам» в серии послематчевых пенальти, «Страсбур» стал обладателем Кубка французской лиги.
22 июня 2023 года консорциум BlueCo, владеющий лондонским «Челси», вошёл в состав акционеров «Страсбура», получив почти полный пакет акций клуба.

## Достижения

### Национальные титулы
Чемпионат Франции
- Чемпион: 1978/79
- Серебряный призёр: 1934/35
- Бронзовый призёр (3): 1935/36, 1946/47, 1977/78

Чемпионат Франции (Лига 2)
- Победитель (4): 1971/72[англ.], 1976/77[англ.], 1987/88[англ.], 2016/17

Кубок Франции
- Обладатель (3): 1950/51, 1965/66, 2000/01

Кубок Французской лиги
- Обладатель (4): 1963/64, 1996/97, 2004/05, 2018/19

Национальный чемпионат (Лига 3)
- Победитель: 2015/16

Любительский чемпионат Франции
- Победитель: 2012/13

Любительский чемпионат Франции 2
- Победитель: 2011/12

### Международные титулы
Кубок Интертото
- Победитель: 1995

## Текущий состав
| 1  | Сербия      | Вр  | Джордже Петрович (в аренде из «Челси»)             | 1999 |  |  |  |  |  |
| 30 | Швеция      | Вр  | Карл-Юхан Юнссон                                   | 1990 |  |  |  |  |  |
| 36 | Марокко     | Вр  | Алаа Беллааруш                                     | 2002 |  |  |  |  |  |
|    |             |     |                                                    |      |  |  |  |  |  |
| 2  | Ирландия    | Защ | Эндрю Омобамиделе (в аренде из «Ноттингем Форест») | 2002 |  |  |  |  |  |
| 3  | Франция     | Защ | Тома Делен                                         | 1992 |  |  |  |  |  |
| 5  | Кот-д’Ивуар | Защ | Абакар Силла                                       | 2002 |  |  |  |  |  |
| 22 | Кот-д’Ивуар | Защ | Гела Дуэ                                           | 2002 |  |  |  |  |  |
| 23 | Франция     | Защ | Мамаду Сарр                                        | 2005 |  |  |  |  |  |
| 25 | Франция     | Защ | Йони Гомис                                         | 2005 |  |  |  |  |  |
| 32 | Аргентина   | Защ | Валентин Барко (в аренде из «Брайтона»)            | 2004 |  |  |  |  |  |
| 77 | Украина     | Защ | Эдуард Соболь                                      | 1995 |  |  |  |  |  |
|    |             |     |                                                    |      |  |  |  |  |  |
| 6  | Франция     | ПЗ  | Феликс Лемарешаль                                  | 2004 |  |  |  |  |  |
| 8  | Бразилия    | ПЗ  | Андрей Сантос (в аренде из «Челси»)                | 2004 |  |  |  |  |  |

| 15 | Швеция      | ПЗ  | Себастиан Нанаси      | 2002 |  |  |  |  |  |
| 17 | Сенегал     | ПЗ  | Пап Дауда Дьонг       | 2006 |  |  |  |  |  |
| 19 | Сенегал     | ПЗ  | Абиб Диарра (капитан) | 2004 |  |  |  |  |  |
| 29 | Франция     | ПЗ  | Исмаэль Дукуре        | 2003 |  |  |  |  |  |
| 35 | Франция     | ПЗ  | Тидьян Диалло         | 2006 |  |  |  |  |  |
| 42 | Кот-д’Ивуар | ПЗ  | Абдул Уаттара         | 2005 |  |  |  |  |  |
|    |             |     |                       |      |  |  |  |  |  |
| 7  | Португалия  | Нап | Диегу Морейра         | 2004 |  |  |  |  |  |
| 10 | Нидерланды  | Нап | Эмануэль Эмегха       | 2003 |  |  |  |  |  |
| 11 | Кот-д’Ивуар | Нап | Муаз Саи              | 2001 |  |  |  |  |  |
| 14 | Франция     | Нап | Секу Мара             | 2002 |  |  |  |  |  |
| 20 | Колумбия    | Нап | Оскар Переа           | 2005 |  |  |  |  |  |
| 26 | Франция     | Нап | Дилан Баква           | 2002 |  |  |  |  |  |
| 27 | Англия      | Нап | Сэмьюэл Амо-Амеяу     | 2006 |  |  |  |  |  |
| 47 | Франция     | Нап | Райан Месси           | 2007 |  |  |  |  |  |

## Рекорды
- Крупнейшая победа: 10:0 (против Валансьена 1937/38)
- Крупнейшее поражение: 0:8 (против Лиможа 1959/60)
- Крупнейшая победа в еврокубках: 5:0 (против ГАКа 2005/06)
- Крупнейшее поражение в еврокубках: 2:10 (против МТК 1961/62)
- Рекордное количество выступлений за клуб: Рене Хаусс (580; 421 в Лиге 1; середина 1949—1969)
- Лучший бомбардир: Оскар Рор (118; середина 1934—1939)
- Лучший бомбардир в чемпионате за один сезон: Оскар Рор (30; 1936/37)
- Самый старый игрок: Рене Хаусс (39 лет, 351 день; против Нанта, 11 декобря 1966)
- Самый молодой игрок: Жак Глазманн (16 лет, 95 дней; против Марселя, 25 ноября 1978)
- Рекордная посещаемость: 39 033, 20 ноября 1992, против Марселя
- Самая крупная покупка игрока: 20 миллионов евро (из Брюгге, Лубаде Абакар Силла в 2023)
- Самая крупная продажа игрока: 18 миллионов евро (в Аль-Шабаб, Хабиб Диалло в 2023)

## Форма

### Домашняя
| 2015/16 | 2016/17 | 2017/18 | 2018/19 | 2019/20 | 2020/21 | 2021/22 | 2022/23 | 2023/24 | 2024/25 |

### Гостевая
| 2015/16 | 2016/17 | 2017/18 | 2018/19 | 2019/20 | 2020/21 | 2021/22 | 2022/23 | 2023/24 | 2024/25 |

### Резервная
| 2016/17 | 2017/18 | 2018/19 | 2021/22 | 2022/23 | 2023/24 | 2024/25 |

Источники:,